# Gmach dawnego Seminarium Nauczycielskiego w Grudziądzu
Gmach dawnego Seminarium Nauczycielskiego w Grudziądzu – obecnie siedziba Centrum Kształcenia Ustawicznego

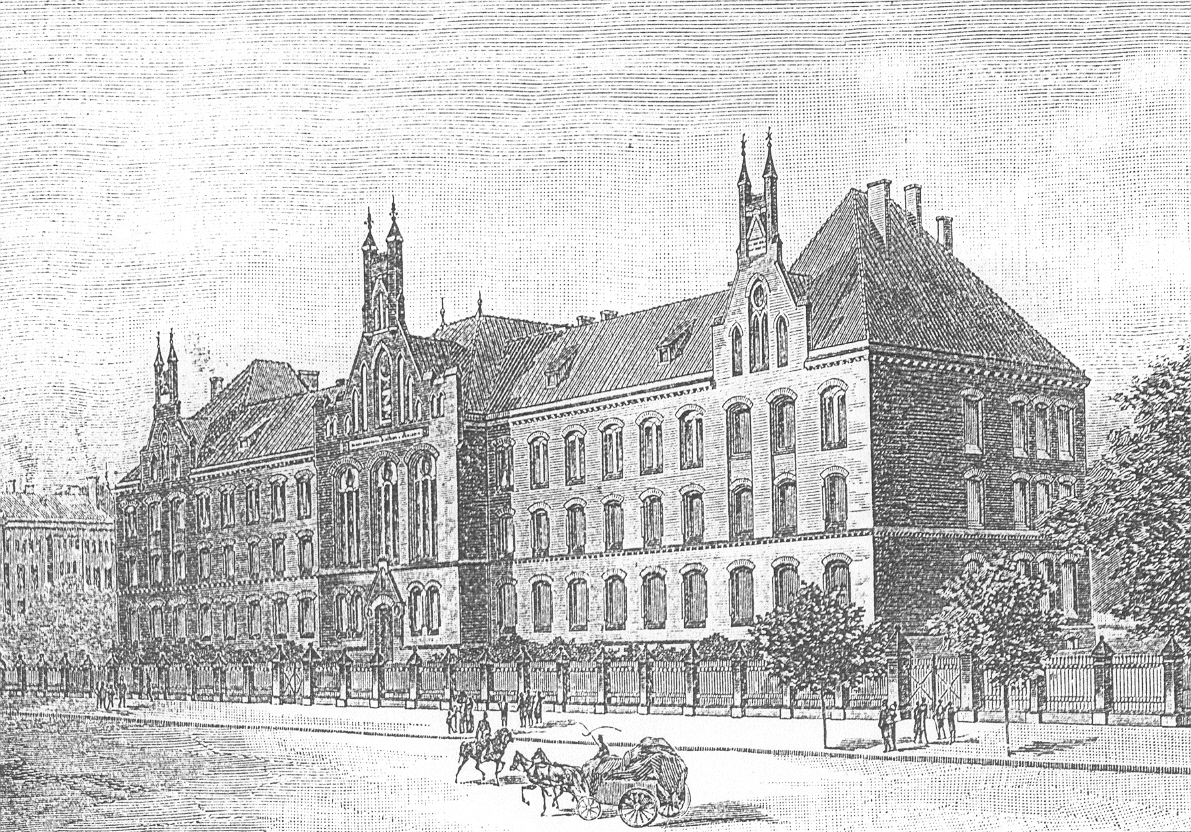
Seminarium Nauczycielskie w Grudziądzu

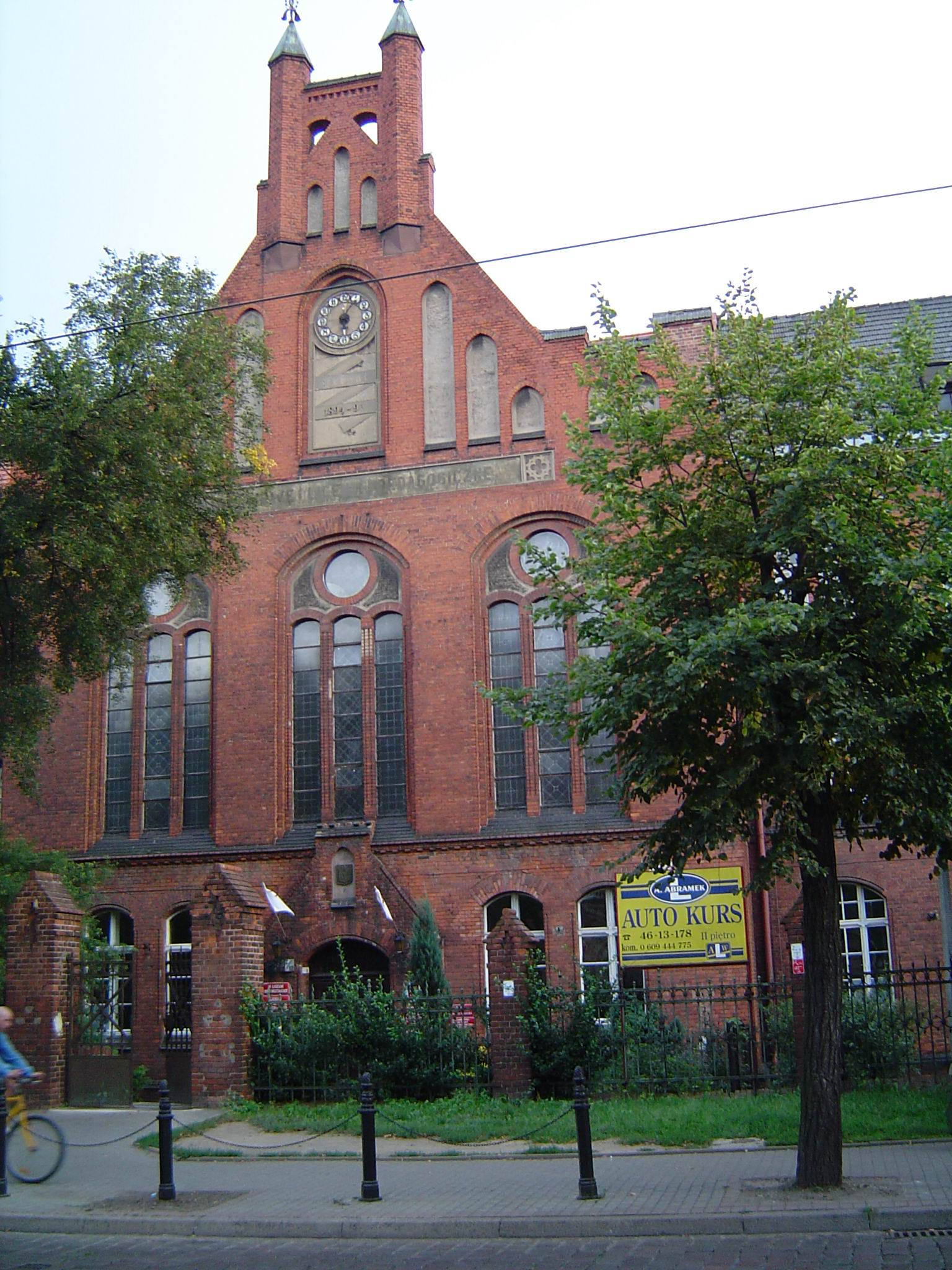
Budynek Centrum Kształcenia Ustawicznego obecnie (wejście główne)

## Historia
Seminarium w Grudziądzu założono w 1816 r. w celu kształcenia nauczycieli dla katolickich szkół elementarnych. Organizatorem i pierwszym dyrektorem był proboszcz parafii farnej ks. Franz Dietrich. Siedzibą stały się zabudowania kolegium jezuickiego i klasztoru benedyktynek, gdzie umieszczono również preparandę - szkołę ćwiczeń. Od 1851 do seminarium należał ogród na Kwidzyńskim Przedmieściu, gdzie później zbudowano salę gimnastyczną. W 1894 r. teren powiększono i przy obecnej ul. Legionów 2-12 rozpoczęto wznoszenie nowej siedziby Królewskiego Seminarium Nauczycielskiego, pozostałą część parceli przeznaczając na park, ogród, boisko sportowe i nową salę gimnastyczną. Gmach miał pomieścić 94 seminarzystów i 130 uczniów szkoły ćwiczeń. Wstępne projekty autorstwa Bauera i Wendorffa z Ministerstwa Robót Publicznych w Berlinie (zbliżone formy ma nieco późniejszy gmach Sądu Rejonowego w Toruniu) zostały ostatecznie opracowane przez radcę budowlanego regencji kwidzyńskiej Gothana. Budowę zakończono w 1896 r. ogromnym kosztem 400 tysięcy marek i seminarium zostało oddane do użytku 27 kwietnia 1897 r. W 1951 r. od tyłu dobudowano nowe skrzydło z internatem i salą gimnastyczną. Budynek pierwotnym celom służył do 1968 r. (ostatnio jako Liceum Pedagogiczne), następnie zlokalizowano tu Zasadniczą Szkołę Mechaniczną i od 1977 r. jest siedzibą Centrum Kształcenia Ustawicznego im. Stanisława Staszica.
W latach 20. XX rysunku i malarstwa nauczał Wacław Szczeblewski.

## Budynek
Doskonale zachowany gmach seminarium jest budowlą ceglaną, neogotycką, dwupiętrową, na rzucie litery E. Zwrócony długą malowniczą fasadą do ulicy, zwieńczony jest wysokim dachem, a oś środkową i boczne akcentują trójkątne szczyty ze sterczynami. W niszy szczytu ryzalitu środkowego został umieszczony zegar z 1896 r. Wewnątrz znajduje się m.in. reprezentacyjna sklepiona sień i klatka schodowa wsparta na granitowych filarach. Wysoka aula na I piętrze została wyposażona w drewniany malowany strop i boazerie, ornamentalne witraże, wielki żyrandol i 12-głosowe organy (po II wojnie światowej przeniesione do kościoła farnego). Tablice upamiętniają nauczycieli pomordowanych w latach okupacji hitlerowskiej.